# Владимировское (Адыгея)
Влади́мировское (адыг. Владимировскэр) — село в Гиагинском районе Республики Адыгея России. Входит в Келермесское сельское поселение.

## География
Расположено в южной части Гиагинского района, на правом берегу реки Ульки. Находится в 5 км к юго-востоку от центра сельского поселения станицы Келермесской, в 15 км к юго-востоку от районного центра станицы Гиагинской и в 23 км к северо-востоку от города Майкопа.
Площадь села составляет 0,69 км2, на которые приходятся 0,51 % от площади сельского поселения.
Село расположено на Закубанской наклонной равнине, в переходной от равнинной в предгорную зоне республики. Средние высоты на территории села составляют 208 метров над уровнем моря. Рельеф местности представляет собой предгорные волнистые равнины, с общим уклоном с юго-запада на северо-восток и с выраженными холмисто-бугристыми и курганными возвышенностями. Долины рек изрезаны балками и понижениями.
Гидрографическая сеть в основном представлена рекой Улькой и её правым притоком Малая Улька, протекающая к востоку от села. Долины рек заняты густым смешанным лесом. У въезда в село расположен крупный водоём.
Климатмягкий умеренный. Среднегодовая температура воздуха положительная и составляет +11,5°С. Среднемесячная температура воздуха в июле достигает +23,0°С. Среднемесячная температура января составляет 0°С. Среднегодовое количество осадков составляет 750 мм. Основная часть осадков выпадает в период с мая по июль.

## История
Село было основано в 1924 году.

## Население
| 2002 | 2010 | 2013 | 2014 | 2015 | 2016 | 2017 |
| ---- | ---- | ---- | ---- | ---- | ---- | ---- |
| 125  | ↘78  | ↘76  | ↗79  | ↘77  | ↗80  | →80  |
| 2018 | 2019 | 2020 | 2021 | 2023 | 2024 |      |
| ↗88  | ↗94  | ↘92  | ↘89  | ↗92  | ↗93  |      |

Плотность 134.78 чел./км2.
Национальный состав
По данным Всероссийской переписи населения 2010 года:
| Народ   | Численность, чел. | Доля от всего населения, % |
| ------- | ----------------- | -------------------------- |
| русские | 70                | 89,7 %                     |
| адыги   | 5                 | 6,4 %                      |
| другие  | 3                 | 3,8 %                      |
| всего   | 78                | 100 %                      |

По данным Всероссийской переписи населения 2021 года:
| Народ               | Численность, чел. | Доля от всего населения, % |
| ------------------- | ----------------- | -------------------------- |
| русские             | 70                | 78,65 %                    |
| таджики             | 6                 | 6,74 %                     |
| цыгане              | 6                 | 6,74 %                     |
| черкесы             | 3                 | 3,37 %                     |
| другие / не указано | 4                 | 4,49 %                     |
| всего               | 89                | 100,0 %                    |

Мужчины — 36 чел. (46,2 %). Женщины — 42 чел. (53,8 %).

## Инфраструктура
Основные объекты социальной инфраструктуры расположены в центре сельского поселения станице Келермесской.

## Улицы
| Весёлая |

| Центральная |

| Широкая |